# UDIK
UDIK (imenovana tudi Združenje za družbene raziskave in komunikacije (Bosanščina: Udruženje za društvena istraživanja i komunikacije)) je regionalna nevladna organizacija, ki se bori za človekove pravice. 
Ustanovil jo je leta 2013 Edvin Kanka Ćudić, katerega cilj je bil zbrati dejstva, dokumente in podatke o genocidu, vojnih zločinih in kršitvah človekovih pravic v Bosni in Hercegovini in nekdanji Jugoslaviji.
Sedež organizacije je v Sarajevu.